# Goetheanismus
Goetheanismus ist eine im Umfeld der Anthroposophie und der Waldorfpädagogik gebräuchliche Bezeichnung für eine ganzheitlich orientierte Wissenschaftsmethodik. Als paradigmatische Begründung dieser Methodik werden die naturwissenschaftlichen Arbeiten Johann Wolfgang von Goethes betrachtet. Theoretisch fundiert wurde sie von Rudolf Steiner als Herausgeber und Kommentator von Goethes naturwissenschaftlichen Schriften (1883–1897) und als Autor einer „Erkenntnistheorie der Goetheschen Weltanschauung“ (1886). Goetheanistische Forschung strebt eine Verbindung von empirischer Methodik und holistischem Wesensverständnis an, mit dem Ziel, die erkenntnistheoretische Spaltung von Subjekt und Objekt zu überwinden.

## Geschichte und Name
Das Wort Goetheanismus taucht zum ersten Mal 1803 in einem Brief des schwedischen Dichters und Diplomaten Karl Gustav Brinckmann an Goethe auf. Er bezeichnete damit die Weltzuwendung Goethes insgesamt. Allgemein gebräuchlich wurde diese Bezeichnung im 19. Jahrhundert aber nicht. Im frühen 20. Jahrhundert sprach Rudolf Steiner, der Begründer der Anthroposophie, in Vorträgen häufig von „Goetheanismus“, womit er hauptsächlich, aber nicht ausschließlich, die den Naturstudien Goethes zugrunde liegende Methode meinte. Dadurch wurde das Wort unter Anthroposophen gebräuchlich. Außerhalb dieser Kreise wird es dagegen bis heute nicht verwendet, auch nicht von Naturwissenschaftlern, die – wie der Botaniker Wilhelm Troll oder der Zoologe Adolf Portmann – methodisch ausdrücklich an Goethe anschließen.
Auch innerhalb anthroposophischer Kreise besteht keine Einigkeit über die Bedeutung des Begriffes „Goetheanismus“.
So schreibt der Goetheanist Wolfgang Schad: „Es wird damit bezeichnet: a) Zum Beispiel einfach durchweg alles, was naturwissenschaftliches Arbeiten in anthroposophischen Zusammenhängen ist. […] c) Die experimentelle Nachprüfung vieler Aussagen Steiners mit den Methoden der universitären Naturwissenschaften. d) Jeglicher poesievoller, ästhetisch erlebender Umgang mit der Natur ohne jeden Wissenschaftsanspruch. e) Die an der Anthroposophie orientierten kulturwissenschaftlichen Inhalte in Kunst, Kunstgeschichte, Geschichte, Sprachwissenschaft und Literatur. f) Die aus der Anthroposophie herausgewachsenen Künste wie die Eurythmie und der organische Baustil in der Architektur […].“
Im Sinne einer wissenschaftlichen Methodik wurde der Terminus „goetheanistisch“ in neuerer Zeit vor allem geprägt durch die von Renate Riemeck edierten „Schriften des frühen Goetheanismus“ (um 1980) und die von Wolfgang Schad herausgegebene Buchreihe „Goetheanistische Naturwissenschaft“ (1982–1985), in der hauptsächlich Publikationen anthroposophischer Biologen wie Jochen Bockemühl, Andreas Suchantke und Schad selbst zusammengetragen sind. In grundsätzlichen Abhandlungen betonen führende Goetheanisten die enge Verbindung des Goetheanismus mit der Anthroposophie.

„Allein es gibt, […] eine Logik des Denkens und eine Logik des Lebens. Und derjenige, der sich nicht bloß durch eine Logik des Denkens in Goethe vertieft, sondern der die Goetheschen voller Impulse steckenden Anregungen lebendig nimmt und nun versucht, dasjenige aus ihnen zu gewinnen, was gewonnen werden kann, nachdem über die Menschheitsentwickelung so viele Jahrzehnte seit Goethes Tode hinweggegangen sind, der wird glauben […] wie er will, daß durch die lebendigen Anregungen des Goetheanismus – wenn ich mich des Ausdrucks bedienen darf – gerade diese Anthroposophie hat entstehen können durch Logik des Lebens, durch Erleben dessen, was in Goethe liegt, und durch Wachsenlassen in bescheidener Weise des von Goethe Angeführten.“

## Systematik
In seinen naturwissenschaftlichen Hauptwerken „Die Metamorphose der Pflanzen“ (1790) und „Zur Farbenlehre“ (1810) entwickelte Goethe unterschiedliche Vorgehensweisen. Entsprechend unterschied auch Steiner in seinen „Grundlinien einer Erkenntnistheorie der Goetheschen Weltanschauung“ (1886) zwischen der Erkenntnis der unorganischen und der organischen Natur. Daran anknüpfend formulierten anthroposophisch orientierte Naturwissenschaftler 1980 folgende „Systematik“, die dem viergliedrigen Menschenbild der Anthroposophie folgt:
- Im Anorganischen wird das Denken dazu verwendet, die den Sinnen durch Beobachtung und Experimente gegebenen Qualitäten so zu ordnen, dass das eine Phänomen in seinen Zuständen und Vorgängen als Folge anderer Phänomene verständlich wird. Dabei werden wesentliche (für das Erscheinen des Phänomens notwendige) und unwesentliche (nur modifizierende) Bedingungen unterschieden. Ein solches Phänomen, bei dem sich ein unmittelbar einsichtiger, gesetzmäßiger Zusammenhang mit den wesentlichen Bedingungen zeigt, ist ein Urphänomen. Aus solchen können alle Beziehungen zwischen weiteren Phänomenen abgeleitet und letztere damit verstanden werden (beweisende Methode). So hat Goethe aus dem Urphänomen der Farbenlehre (Entstehung der Farbe an Licht, Finsternis und Trübe) die Grundlage einer Optik entwickelt.[2]

- In der organischen Welt bedingen sich die Glieder der Erscheinungen nicht mehr nur gegenseitig, sondern jedes Einzelne wird vom Ganzen her dessen Eigenart gemäß bestimmt. Beim Studium der Vorgänge wird bemerkt, dass sich die Verwandlung (Metamorphose) der Blattorgane einer Pflanze von den Keimblättern über die Laubblätter, die Kelch-, Kron-, Staub- und Fruchtblätter aus einer Grundform (dem Typus) heraus vollziehen;[9][10] die äußeren Bedingungen wirken modifizierend. Im gleichen Sinne werden die verschiedenen Arten als spezielle Erscheinungsformen der Gattung verständlich. Dies weist auf einen sinnlich-übersinnlichen Vorgang, der der Idee nach bei allen Pflanzen derselbe ist, der Erscheinung nach sowohl bei der einzelnen Pflanze als auch im ganzen Pflanzenreich verschiedene Formen hervorbringt und den Goethe die Urpflanze (den allgemeinen Pflanzentypus) nannte. Aus dieser lassen sich nach Goethe Pflanzen ins Unendliche erfinden, die konsequent sein müssen und eine innere Wahrheit und Notwendigkeit haben (entwickelnde Methode).

- Im Gegensatz zur Pflanze entwickelt das Tier ein seelisches Innenleben, das sich nach außen in der instinkt- und triebgebundenen Eigenbeweglichkeit kundgibt; der Mensch hat darüber hinaus in seinem Inneren bewusst teil am Geistigen. Im Zusammenhang damit enthält der Wandel der tierischen und menschlichen Formen im Gegensatz zum Wandel der pflanzlichen Formen wesentliche Sprünge, die u. a. durch Einstülpung (z. B. bei der Bildung der inneren Organe) bzw. Umstülpung, z. B. von Röhrenknochen in den Schädelknochen,[11] verstanden werden können. Die entwickelnde Methode wird so zur Umstülpungsmethode erweitert, mit deren Hilfe u. a. der aus Nerven-Sinnes-Organen, rhythmischen Organen und Stoffwechselorganen bestehende dreigliedrige Aufbau des tierischen und menschlichen Organismus mit der Embryonalentwicklung beginnend erforscht wird.[12][13]

- Im Unterschied zum Tier werden in der Leiblichkeit des Menschen die Wirkungen des von Absterbeprozessen durchzogenen Nerven-Sinnessystems und des in Aufbauprozessen lebenden Stoffwechsel-Gliedmaßensystems durch ein eigenständiges, das momentan abgelähmte Leben momentan wieder anfachendes rhythmisches System so vermittelt, dass sie die physiologische Grundlage des Denkens, Wollens und Fühlens werden; durch diese Seelentätigkeiten kann die menschliche Individualität ihre Entwicklung selber fortsetzen.[14] Von diesen Zusammenhängen ausgehend versucht der Goetheanismus, den sozialen Organismus in seiner Dreigliederung in Geistes-, Rechts- und Wirtschaftsleben zu verstehen und zu gestalten.[15]

Dieses System hatte allerdings eher programmatischen Charakter und ist unter Goetheanisten nicht allgemein anerkannt.

## Goethe-Zitate
„Ein Phänomen, ein Versuch kann nichts beweisen, es ist das Glied einer großen Kette, das erst im Zusammenhange gilt. Wer eine Perlenschnur verdecken und nur die schönste einzeln vorzeigen wollte, verlangend, wir sollten ihm glauben, die übrigen seien alle so, schwerlich würde sich jemand auf den Handel einlassen.“

„Kein Phänomen erklärt sich an und aus sich selbst; nur viele zusammen überschaut, methodisch geordnet, geben zuletzt etwas, was für Theorie gelten könnte.“

„Das Höchste wäre, zu begreifen, daß alles Faktische schon Theorie ist. Die Bläue des Himmels offenbart uns das Grundgesetz der Chromatik. Man suche nur nichts hinter den Phänomenen; sie selbst sind die Lehre.“

„Es gibt eine zarte Empirie, die sich mit dem Gegenstand innigst identisch macht, und dadurch zur eigentlichen Theorie wird. Diese Steigerung des geistigen Vermögens aber gehört einer hochgebildeten Zeit an.“

„Die Meinung der vorzüglichsten Männer und ihr Beispiel lässt mich hoffen, dass ich auf dem rechten Wege sei, und ich wünsche, dass mit dieser Erklärung meine Freunde zufrieden sein mögen, die mich manchmal fragen: was denn eigentlich bei meinen optischen Bemühungen meine Absicht sei? Meine Absicht ist: alle Erfahrungen in diesem Fache zu sammeln, alle Versuche selbst anzustellen und sie durch ihre größte Mannigfaltigkeit durchzuführen, wodurch sie denn auch leicht nachzumachen und nicht aus dem Gesichtskreise so vieler Menschen hinausgerückt sind. Sodann die Sätze, in welchen sich die Erfahrungen von der höheren Gattung aussprechen lassen, aufzustellen und abzuwarten, inwiefern sich auch diese unter ein höheres Prinzip rangieren.“

„... denn die Natur wird allein verständlich, wenn man die verschiedensten isolirt scheinenden Phänomene in methodischer Folge darzustellen bemüht ist; da man denn wohl begreifen lernt, daß es kein Erstes und Letztes gibt, sondern daß alles, in einem lebendigen Kreis eingeschlossen, anstatt sich zu widersprechen, sich aufklärt und die zartesten Bezüge dem forschenden Geiste darlegt.“